# 江逌
江逌（?—?），字道载，陈留郡圉县（今河南杞县西南）人，中国东晋文学家、辞赋家，安东参军江济之子。
江逌约晋惠帝永宁年间至晋哀帝兴宁末年在世。江逌少孤，与从弟江灌一起居住，以孝悌闻名，时人称誉。避苏峻之乱，隐居临海郡，结茅屋居住，专心研读典籍，有终老于此之志。本州征辟为从事，任命为佐著作郎，并不就任。因家贫求试守，为太末县令。县里深山中，有数百家亡命之徒，恃险而居，前后太守县令不能平定。江逌到任，召其首领，以祸福晓谕，一月之间，平定祸乱。转任吴令。征北将军蔡谟命他为参军，何充引为骠骑功曹。中将军殷浩计划北伐，江逌为殷浩谘议参军，转任长史，有匡弼之益。江逌跟随北伐，主管军中书信檄文写作。353年，羌族首领姚襄率领羌及丁零兵公开反叛，率兵攻打殷浩于芍陂，在离殷浩十里的地方结营威胁他，殷浩的部队十分恐惧。殷浩派长史江逌率兵打击姚襄。江逌进兵到达姚襄营前，他取来数百只鸡，用长绳相连，系火于足。群鸡骇散，飞向姚襄营垒，因而起火。江逌乘其乱出击而获胜。殷浩北伐失败，江逌被免官。升平年间，转任吏部郎，兼侍中。晋穆帝修园池、阁道，江逌上书进谏，朝廷采纳，升平末年，官至太常，领本州大中正。卒年五十八岁。
著有《阮籍序赞》、《逸民箴》等。哲学上，倾向道家，主张隐寂无为，不为外物所累：“盘幽隐寂，与物无治”、“无殉外物”、“无弃恬旷”。原有集，已佚。

## 延伸阅读
[在维基数据编辑]
 《晉書·卷083》，出自房玄齡《晉書》